# Coursera
Vous pouvez aider à l'améliorer ou bien discuter des problèmes sur sa page de discussion.
- Il ne s’appuie pas, ou pas assez, sur des sources secondaires ou tertiaires. (Marqué depuis juillet 2020)
- Son ton est trop promotionnel ou publicitaire, voire hagiographique. Le texte doit adopter un ton neutre et encyclopédique. (Marqué depuis juillet 2020)

- Archive Wikiwix
- Bing
- Cairn
- DuckDuckGo
- E. Universalis
- Gallica
- Google
- G. Books
- G. News
- G. Scholar
- Persée
- Qwant
- (zh) Baidu
- (ru) Yandex
- (wd) trouver des œuvres sur Wikidata

Coursera est une entreprise numérique proposant des formations en ligne ouvertes à tous, fondée par les professeurs d'informatique Andrew Ng et Daphne Koller de l'université Stanford (Californie).

## Histoire

### Création
Coursera est créée en 2012 par les professeurs d'informatique Andrew Ng et Daphne Koller, tous deux professeurs d'informatique à l'université de Stanford, située à Mountain View (Californie). L'idée leur en est venue après avoir enseigné leurs cours de Standford en ligne ; ils quittent alors leur emploi d'enseignant pour se concentrer sur le projet. Les universités de Princeton, Stanford, l'université du Michigan et l'université de Pennsylvanie sont parmi les premières à ajouter leurs cours sur la plateforme.

### Financement
En avril 2012, Coursera a annoncé avoir reçu 16 millions de dollars de plusieurs capital-risqueurs de Série A comme John L. Doerr et Scott Sandell. Coursera dit se « consacrer à mettre le meilleur enseignement au monde gratuitement à la disposition de toute personne qui le recherche. »

## Modèle économique
Coursera ne générait originellement aucun revenu  mais John Doerr estime que les utilisateurs paieront pour un « service premium ».
Coursera et les universités participantes prennent en charge chacune leurs dépenses, qui sont substantielles de chaque côté. Toutes les recettes seront partagées, les universités recevant 50 % du chiffre d'affaires. L'étape numéro 1 du contrat entre Coursera et les universités participantes évoque une liste de possibilités :

## Cours
Coursera fournit des cours sur l'informatique, la médecine et la biologie, les sciences sociales et humaines, l'art, les mathématiques et les statistiques, l'économie et la finance.
Enfin, Coursera propose des formations diplômantes en partenariat avec des universités. Par exemple, la plateforme est partenaire d'HEC Paris pour l'Executive Master innovation & entrepreneuriat, ce programme vise à former en 18 mois des Cadres dirigeants spécialisés dans ces deux domaines. Il a été ouvert en mars 2017.